# トキハ別府店
トキハ別府店（ときわべっぷてん）は、大分県別府市の百貨店「トキハ（ときわ）」を核とした、別府市最大の売場面積を持つ複合商業施設である。
ゆめタウン別府・別府ステーションセンターなどと共に、別府市中心部の商業核となる店舗の1つ。観光地に立地しているため、開店当初から大型の土産物売場が設置されている。

## 概要
- 所在地 - 大分県別府市北浜二丁目9番1号[4]。

- 売場面積 - 29,728m2[2][3]（売場：約24,000m2、レンタルオフィス等：約6,000m2）
- 建物規模 - 本館（百貨店棟）：地上8階-地下1階、専門店棟・立体駐車場：地上13階-地下1階[1]
- 駐車場台数 - 約620台（立体駐車場510台、平面駐車場110台）[4]
- 営業時間 - 10:00 - 21:00（一部は19時・イベント時は20時まで、展望室は24時までなど） [4]
- 店休日 - 水曜日不定休、1月1日（年間10日前後）
- 年商 - 約54億円（2015年度）但し外商売上は除く（外商売上は本店扱いとなる）[2]。トキハインダストリーは約13億円（2007年度）。

大分県大分市に本社を置く地場百貨店トキハの支店である別府店と、トキハのグループ企業でスーパーマーケットをチェーン展開するトキハインダストリーが運営する「別府フードキッチン」を核とする商業施設である。1988年（昭和63年）10月8日に開業した。売場面積は29,728m2であり、核店舗の「トキハ」がそのうちの21,100m2を占める。
別府市の中心市街地である別府駅前通り商店街と国道10号（別大国道）の交差点に立地しており、店舗前からは数多くの高速バスや路線バスも発着する交通の要衝となっている。
専門店棟は、かつては別府市による第三セクター企業「別府商業観光開発公社」が運営する「別府ショッピングプラザ コスモピア専門店街」であったが、経営難により1998年にトキハに買収された経緯がある。専門店街との一体化後も、約3万m2という都市規模からすると非常に広大な売場面積であるため断続的に赤字体質であったが、2010年代に入ると、改装によりテナント化が進んだほか催事の増加などによって黒字に転換。2015年時点で、2010年度から継続して黒字運営となっている。
キャッチコピーは本店と同じく「ふるさとのデパート 世界の商品」。店花の向日葵、店歌「ひまわりロン」、イメージソング「風の呼び声」も本店と共に使用されている。

## 沿革
- 1952年3月 - トキハが別府市北浜に別府店の建設を計画。後に地元商店街の反対運動の末に建設中止。
- 1980年9月 - 大分合同新聞が「トキハが再度の別府進出検討」と報じる。当初の予定地は別府駅前（現在はヤマダ電機テックランド別府駅前店）、地上10階地下2階建を予定[8]。
- 1986年10月 - 別府商業観光開発公社が別府市北浜の「別府国際観光会館」跡地に商業ビルを着工。
- 1987年7月30日 - 別府商業観光開発公社が運営する商業ビルの名称が「別府ショッピングプラザコスモピア」に決定。
- 1988年3月19日 - 当地に「別府近鉄百貨店」も出店表明[9]。
- 1988年6月23日 - 「別府ショッピングプラザコスモピア」「トキハ別府店」のビル定礎式。
- 1988年8月22日 - 別府近鉄百貨店との争奪の末、「コスモピア」へのトキハ出店が正式決定。
- 1988年10月8日 - トキハ別府店・コスモピア専門店街が開店。開店日には8万人が来店し、臨時列車も運行された。当初のテナント数は約64店[1]。
- 1990年12月1日 - コスモピア専門店街の地階「デイリーフーズマーケット」が屋内遊園地「ワンダープラネット」となった。
- 1995年8月31日 - 専門店街地階屋内遊園地「ワンダープラネット」が閉鎖。後にフードコートを設置。
- 1996年9月 - 本館4階、5階を中心に全面改装。家電売場を新設（2009年廃止）、1階にシャネルが新規出店。
- 1996年9月20日 - 本館地階に日出町の産直野菜コーナー「サザンカクロス野菜館」がオープン。
- 1998年12月1日 - トキハが「コスモピア専門店街」を44億円で買収、トキハ別府店専門店街が開店[10]。
- 1998年12月27日 - 専門店街地階にダイソーが開店。別府地区では初出店。
- 1999年9月23日 - 本館4階に「リブロ別府店」が開店。本館6階の直営書店は閉鎖[11]。
- 2005年10月 - 12月 - 本館地階｢トキハインダストリー別府店フードキッチン｣、本館8階フットサルコート、本館1階「スターバックスコーヒー」が開店。
- 2006年1月27日 - 本館7階レストラン街を改装し営業時間を延長、1階から8階まで運行するシースルーエレベーターを新設。
- 2009年1月 - 本館5階の大型家電売場を閉鎖（2005年に中心市街地に大型家電量販店が進出した影響などによる）。
- 2009年8月 - 本館6階に「手芸センタートーカイ別府店」跡などを利用したレンタルオフィスが完成。リクルートスタッフィングなどが入居する。
- 2009年12月17日 - 専門店街地階フードコートとダイソーを改装し、Seriaの大型店が開店。
- 2010年4月1日 - 別府商工会議所が本館7階催し場を改装して入居。催し場は5月より本館4階に移転。
- 2010年5月20日 - 全館改装。美術ギャラリーと大型家具売場を廃し、6階の売場は専門店棟2階に、5階の売場は各フロアの空床に分散して入居。
- 2010年8月25日 - 中国銀聯カードを導入。大分県内の大規模商業施設としては初。
- 2012年6月 - 8月 - 改装のために2階直営売場を廃止。子供服売場を専門店のみに転換。4階ナムコランドの一部を催事場に、分散していた旧5階売場を4階半床に集約。
- 2012年9月20日 - 2階にファッションセンターしまむらと系列のアベイル、シャンブルが出店。しまむらの百貨店出店計画第一弾で、しまむらとしては九州最大の売場面積。
- 2012年10月 - 5階を別府現代芸術フェスティバル「混浴温泉世界」の展示場とするために再開放。以後、不定期で催事などの際に営業。
- 2012年11月 - 2013年8月 - 清水建設を主体とした事業体による大規模な外装改修・保守工事実施。塔屋リニューアル。屋上（9階）神社を改装。
- 2013年9月1日 - トキハ他店と同時に新ポイントサービス"TOKIPO"・電子マネー"RUCCHA!"を導入。
- 2013年11-12月 - 6階の大部分にジブラルタ生命が入居。ゆめタウン別府改装で2店舗がトキハに移転。
- 2014年8月3日- 本館7階に入居していた、別府商工会議所が退去し別府市中央町7-3に移転。
- 2015年3月 - 12階に淺井裕介による屋上画が完成。
- 2017年2月-3月 - 1階・地階の一部を改装。1階「スターバックスコーヒー」リニューアル、ヘルスサポート・旅行カバン「トキメキ」、「ナチュラルコスメコーナー」開設。地階「冷凍食品コーナー」新設[12]。
- 2019年9月6日 - 全館リモデル。新店舗22店を加えた46店で再スタートを切った。営業時間を21時閉店（一部除く）に延長。

### 着工前に立地していた主な建物
- 別府国際観光会館（コンベンション施設・レストラン街など）[1] - おおよそ現在の本館の位置。機能はビーコンプラザに引き継がれる。
- 別府郵便局[1] - おおよそ現在の専門店街の位置。市内餅ヶ浜町に移転。また専門店街1階には別府北浜郵便局が入居。
- 別府市立北小学校 [1]- おおよそ現在の平面駐車場と店舗北側の一部。市内京町に移転。現在は別府中央小学校に改称。

## フロア案内
以下は2020年4月現在のフロアガイド。
公式サイトフロアガイドも参照のこと。
|     | 西館（専門店棟） | 連絡通路                                                           | 東館（百貨店棟・本館） |
| --- | --- | ------------------------------------------------------------------ | --- |
| 12F | 展望室 駐車場（12AF・12BF） 淺井裕介 屋上画 |                                                                    | |
| 11F | 駐車場（11AF・11BF）・電気自動車用普通充電器 |                                                                    | |
| 10F | 駐車場（10AF・10BF） |                                                                    | |
| 9F  | 駐車場（9AF・9BF） |                                                                    | スカイパーク 展望デッキ・神社 |
| 8F  | 駐車場（8AF・8BF） | 連絡通路                                                           | カルチャールーム フットサルスタジアム トキハ文化教室カルチャールーム |
| 7F  | 駐車場（7AF・7BF） | 連絡通路                                                           | レストラン街・劇場 海の見えるレストラン街・ぶらり劇場 別府座 バンケットルーム・会議室・従業員レストラン |
| 6F  | 駐車場（6AF・6BF） | 吹き抜け                                                           | オフィス ジブラルタ生命・リクルートスタッフィング トキハ店舗事務所 |
| 5F  | 駐車場（M5F・5AF・5BF） 身体障害者駐車場 従業員駐車場 | 吹き抜け                                                           | フィットネス ホットヨガスタジオ ロイブ・ガチャガチャコーナー 特設イベントスペース（閉鎖の場合あり） |
| 4F  | ゲームセンター 催し場 ベビールーム・ニチイ学館 ナムコゲームセンター・別府こどもめぐり | 連絡通路・吹き抜け                                                 | 専門店街 トキハ眼鏡・補聴器サロン セリア・手芸のいとや・リブロ（書籍・CD・DVD）・地球文化屋 |
| 3F  | バラエティコート ABCマート・Right-on カワイ音楽教室 大分合同新聞めばえ教室・カーブス | 連絡通路・吹き抜け 占人館 護明                                     | レディスフロア 婦人服・プレタポルテ（詩仙堂・レリアンなど）・インナー・ランファン レディスフォーマル・ナイトウェア・ウィッグ・IBIZA・プリンセスバッグ レイクアルスター・東京ますいわ屋・ドレスギャラリー・学校制服 リラクゼーションBBAB・モクモクカフェ    |
| 2F  | ヤングプラザ グローブ・アメリカンホリック HugHug・ユニバーサルドライブ・Zakka eQ ウエディング＆エステ ルージュフィル ベルフィール・ヘアカラーズ                                                                        | 連絡通路・吹き抜け 玩具・子供用品                                  | リビングフロア インテリア雑貨・ウチノタオル・ダイニング・寝具・鞄 メンズカジュアル・スポーツ・紳士婦人雑貨・財布・婦人靴・旅行用品 総合ギフトサロン・商品券・双葉会・健康支援・リフォーム（靴・洋服） Ledys&Childrens WARAWA・コムサイズム・T’s-collection |
| 1F  | キャリアファッションプラザ おんせん市場（大分銘菓・銘品）・まめ秀 BEAMSベップニュースタンダード・生活実感工房 Zoff・ココカラファイン・セフィーユ 別府トキハクリニック・キムラ薬局 大分銀行別府北浜支店・別府北浜郵便局 | センターモール センタープラザ ブルーテラス 連絡通路 平面駐車場入口 | ファンシーフロア 総合案内所・バス乗車券（大分交通）・豊和銀行ATM・証明写真 化粧品（CHANEL・資生堂・クリニーク・SK-Ⅱ・パウダーパレットなど） 無印良品・スターバックスコーヒー・ローソン コインロッカー・ガチャガチャコーナー                                |
| B1F | 食彩通り フードホール「湯けむり横丁」 お客様休憩所（イートイン） | メトロプラザ 足湯 コインロッカー                                   | フーズフロア トキハインダストリーFood Kitchen・生活雑貨・催し場 諸国銘菓・銘酒・老舗の味・キーコーヒー・食品ギフトサロン ベーカリープルネール・生花BANCORN・おしゃれ工房・ほけんの110番                                                                    |

## 主なテナント
- 無印良品
- シャネル（化粧品）
- コムサ・イズム
- Right-on
- ABCマート
- リブロ
- ナムコゲームセンター
- Seria
- カワイ音楽教室
- 大分合同新聞めばえ教室
- 大分銀行別府北浜支店
- 別府北浜郵便局
- 大分交通
- ニチイ学館
- カーブス
- ジブラルタ生命保険
- リクルートスタッフィング
- レストラン庄屋
- スターバックスコーヒー

## 過去に入居していた主な店舗
- 銀座ジュエリーマキ - 大分県から撤退。
- タカキュー - 大分県から撤退。
- マリークヮント - 別府市内から撤退。
- ハニーズ - 現在はゆめタウン別府に出店。
- チュチュアンナ - 現在はゆめタウン別府に出店。
- RIO - 現在はゆめタウン別府に系列店を出店。
- ラパックス - 現在はゆめタウン別府に系列店を出店。
- さが美 - 現在は「東京ますいわ屋」業態で出店、現在はゆめタウン別府にも系列店を出店。
- マクドナルド
- ザ・ダイソー - 現在はゆめタウン別府に出店。
- 手芸のいとや - トキハインダストリー上人店に移転、2013年にゆめタウン別府店を閉店し再出店。
- マザーガーデン・ペットパラダイス - トキハあけのアクロスタウンに移転。
- 駿河屋 - 2014年に経営破綻。
- カフェレスト セゾン - 大分県から撤退。
- 築地 寿司岩 - 九州から撤退。
- 滋味創菜 百膳の夢
- 手芸センタートーカイ - 市内の石垣店に統合後、ゆめタウン別府に移転。
- ボンマルセ - 現在は別府ステーションセンター (B-Passage) に出店。
- まるにや - 現在は別府ステーションセンター (B-passage) ・別府駅市場商店街に出店。
- ブティックなかしま - 現在は駅前通り商店街に出店。
- ユーカリ不動産 - 若草町に移転。開業から27年間同じ場所に出店していた。
- カネボウ化粧品 - 白斑問題による業績悪化のため閉店。トキハ本店には継続出店中。
- 屋内遊園地ワンダープラネット
- 屋上プレイランド・イベントステージ - 2005年にフットサルコートに改装された。
- ハローワークパートプラザ別府

また、リブロ入居まで今より小規模な直営書店があった。
- KIHEI CAFE（喫茶・スイーツ）

## 交通アクセス

### 公共交通
- 鉄道：JR九州日豊本線別府駅より徒歩5分。
- バス：亀の井バス・大分交通バス「別府北浜1,2,3,4,5」バス停すぐ[6]。

### 高速バス「別府北浜」バス停
- 当店1階のスターバックスコーヒー前に、高速バス「別府北浜2（トキハ国道側）」の上りバス停が設置されている[6]。
- 当店（別府北浜）を経由する高速バス・特急バス：とよのくに号・サンライト号・SORIN号・九州横断バス・大分空港エアライナー・パシフィックライナー[6]
  - 九州横断バスは1階センタープラザ（大屋根）前の「別府北浜1（トキハ駅前通り側）」から、それ以外の便は1階スターバックスコーヒー前の「別府北浜2（トキハ国道側）」からの発車となる。
  - 下り便は当店より国道を挟んだ「別府北浜バスセンター」の発着となる。とよのくに号・サンライト号・ぶんご号・SORIN号・パシフィックライナー号は亀の井北浜ビル前の「別府北浜3（亀の井バス別府北浜バスセンター）」、別府ゆけむり号・エアライナーは「別府北浜4（大分交通北浜待合所）」、九州横断バスは当店向かいの駅前通りにある「別府北浜5（銀座街入口）」に停車する。
- 本館（百貨店棟）1階の総合案内所前において大分交通による路線案内、高速バスの予約、乗車券販売、時刻表の配布などが行われている[13][6]。

### 付近の主要道路
- 国道10号（別大国道）
- 別府駅前通り（大分県道32号別府停車場線）

## 駐車場

### 駐車料金
普通車は1時間ごとに200円、20:00-9:00は1時間ごとに100円。

### 駐車料金サービス
- トキハと専門店、レストランなど合わせて1,000円の買物で2時間無料、10,000円の買物で3時間無料、30,000円買物で5時間無料となる。[4]
- トキハ双葉会の会員は1時間・2時間無料サービスがある。[4]
- 4階ナムコゲームセンター利用者は1時間無料となる。
- 8階フットサルコートや文化教室などの利用者も時間に応じた無料サービスがある。
- 19:00以降は7階レストラン街の利用で閉店まで無料となる。

### 立体駐車場
- 510台収容。営業時間は7:00-翌日0:00。自走式。専門店棟の5階-12階。身体障害者駐車場は5A階、電気自動車充電器は11階に設置。[4]

### 平面駐車場
- 110台収容。24時間営業。大型車や観光バスなども駐車可能。身体障害者駐車場も設置。[4]

## 周辺施設
- ゆめタウン別府
- マルショク流川通り店
- マルミヤストア別府駅店
- ヤマダ電機別府駅前店
- えきマチ一丁目別府（BIS南館専門店街、B-passage）
- つるみカーパークモール
- べっぷ駅市場商店街
- 別府駅前通り商店街
- ソルパセオ銀座商店街
- 天狗通りほっとストリートやよい銀天街
- 流川通り商店街
- 大分みらい信用金庫本店
- 伊予銀行別府支店
- 別府タワー

## コスモピア問題
「トキハ別府店」の前身である「別府ショッピングプラザ コスモピア」は、「トキハ別府店」と「コスモピア専門店街」の2街区に分かれた商業ビルであった。第三セクターの財団法人別府商業観光開発公社（初代理事長は脇屋長可元別府市長）の運営で、国際観光都市・別府商業界の浮揚に貢献できるなどと謳い、49億800万円の公金が建設着工費用につぎ込まれた。
しかし「コスモピア専門店街」の幹部は、流通業界に精通している者は少なく、その運営方針は杜撰だった。その結果、売上は営業初年度である1988年から年間目標額を下回っており、バブル経済の崩壊後は断続的に赤字体質が続くこととなったが、公社は赤字テナントの入れ替えなどの抜本的な対策を行わなかった。1996年頃にはこの経営体質が末期を迎え、市長は1997年頃になると事実上の『破綻』宣言をしていた。そして1998年にはコスモピアの経営は完全に行き詰まり、買収先を探していた。
そこで白羽の矢が立ったのが、隣接するトキハ別府店を運営するトキハであった。当時のトキハは2000年にオープンする郊外型大型複合商業施設トキハわさだタウンの建設に資金のほとんどを充てており、この話は寝耳に水であった。
結局、井上信幸別府市長の要請を受けたトキハの上妻亨代表取締役相談役（当時）の決断により、トキハがコスモピアを44億円で買収するに至った。同年11月に旧コスモピア専門店街（専門店棟）はトキハ別府店専門店街と改称し、営業を行うことになった。
また、トキハによるコスモピア買収後の1998年から、公社とトキハは10年間に渡り、底地・北隣の平面駐車場について貸与する契約を締結していた。年間の土地賃借料は7900万円とし、トキハが10年間で支払う7億9,000万円の賃借料は、10年後（2008年）の底地譲渡代金の一部に充当する（“内払い”）という約束だった。しかし、その後の地価の下落により、トキハへの土地売却代金がトキハが内払いした金額よりも低いことが判明し、市側の負担はさらに増えることとなった。結果として、トキハによるコスモピア買収は、別府市の経営ミスの尻拭いをトキハが肩代わりした格好となっている。

## その他
- 2010年の減床後も、トキハ・インダストリー・専門店全体を含めると人口20万人以下の都市に所在する地方百貨店としては、国内最大規模の売場面積を持つ[3]。
- 専門店棟は高さが約60メートルあり、大分県内では宿泊施設を除き最も高層の商業施設となっている[15]。
- 13階建てであるが、百貨店棟と立体駐車場の階番号を合わせるために専門店棟4階と5階の間を「M5階」としているので、最上階は12階となっている。また、12階には無料展望室があり、24時まで開放されている。
- エスカレーターは百貨店棟と専門店棟に各上下1基ずつ、客用エレベーターは全館で3ヶ所に2基ずつ合計6基備えるほか、業務用エレベータも備える。メーカーは東芝製。
- 毎年年末に周辺商店街のイルミネーションにほぼ合わせてクリスマスイルミネーションと側面アッパーライト照明が点灯する。
- 開店時のキャッチフレーズは「Blooming in your heart. あなたの胸で咲きたい。」であった[1]。
- 店歌である「ひまわりロン」（曲のみ）が開店時に、樋口了一によるイメージソング「風の呼び声」が12時（歌詞付き）と閉店時（曲のみ）に放送されている。
- 本館の施工主体は清水建設、専門店街の施工主体は佐藤組（さとうベネック）である[1]。

### その他のサービス
- 総合案内所前において大分交通による路線案内、高速バスの予約、乗車券販売、時刻表の配布などが行われている[13][6]。
- 1階に無料ロッカーを、地階に有料コインロッカーと無料冷蔵ロッカーを設置しており、旅行者でも利用出来る[4]。
- 外国人旅行者のために、1階案内所にて消費税の免税手続きとドル・トラベラーズチェックから日本円への両替サービスを行っている[4]。
- 中国銀聯カードの利用が出来る[16]。